# Лозови
Лозовите (Vitaceae) са семейство двусемеделни растения. От стопанско значение са представителите на рода Vitis, от които се добива грозде.

## Родове
- Acareosperma
- Ampelocissus
- Ampelopsis
- Cayratia
- Cissus
- Clematicissus
- Cyphostemma
- Leea
- Nothocissus
- Parthenocissus
- Pterisanthes
- Pterocissus
- Rhoicissus
- Tetrastigma
- Vitis – Лоза
- Yua